# Jacques Le Moyne de Morgues
Jacques Le Moyne de Morgues (Dieppe, 1533 circa – Londra, 1588) è stato un cartografo e illustratore francese.
L'importanza storica delle descrizioni della vita americana e delle piante autoctone fatte da Le Moyne de Morgues quando era membro della seconda spedizione di Jean Ribault nel Nuovo Mondo è fondamentale per la colonizzazione delle Americhe.
Moyne de Morgues è noto soprattutto per la riproduzione pittorica del paesaggio, della flora, della fauna e, in particolare, per le descrizioni fondamentali degli abitanti del Nuovo Mondo prodotte dai francesi e dagli spagnoli. I suoi disegni delle culture indigene comunemente note come Timucua sono considerati tra i dati più accessibili disponibili sulle culture costiere del sud-est degli Stati Uniti.

## Spedizioni
Durante la spedizione di Laudonnière, Le Moyne si distingue come cartografo e illustratore con i suoi dipinti sui paesaggi e i rilievi delle terre incontrate.

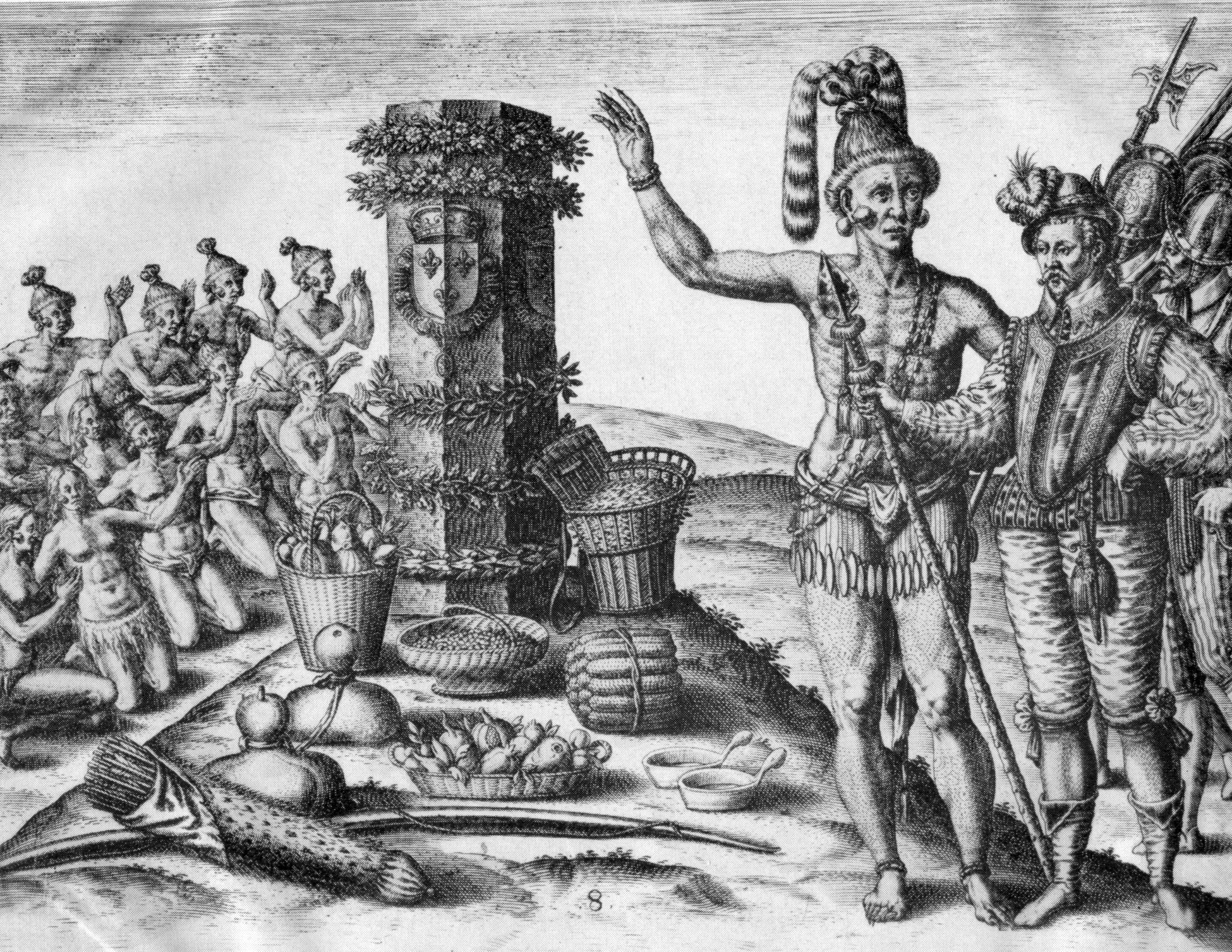
Laudonnière e Athore, figlio del capo dei Timucua Saturiwa, davanti alla colonna posta da Ribaud (incisione di Theodore de Bry secondo Jacques Le Moyne).

Le Moyne era con Ribault e Laudonnière arrivarono nella Florida francese nel 1562 e al fiume Saint Johns. Fondarono Charlesfort e poi, Fort Caroline nel 1564, vicino all'attuale Jacksonville.
Quando, un anno dopo, i coloni entrarono in conflitto con la colonia spagnola di St. Augustine, a trenta miglia a sud, gli spagnoli, sotto la guida di Pedro Menéndez de Avilés, assaltarono i francesi e massacrarono la maggior parte degli Ugonotti. Laudonnière e Le Moyne riuscirono a fuggire per poi rifugiarsi in Inghilterra.

## Opere
Tutti i disegni originali di Le Moyne, tranne uno, dovrebbero essere stati distrutti durante l'attacco spagnolo a Fort Caroline. La maggior parte dei disegni a lui attribuiti deriverebbe infatti dalle incisioni dell'editore Theodore de Bry, un ugonotto di origine liegiese che si rifugiò a Francoforte, secondo le ricostruzioni di memoria realizzate da Le Moyne dopo il suo ritorno. Distribuite in volumi a stampa, queste riproduzioni sono tra le prime immagini della colonizzazione europea nel Nuovo Mondo ad essere pubblicate. Il resoconto dettagliato del viaggio di Le Moyne, Brevis narratio eorum eorum quae in Florida Americae provincia Gallis acciderunt, è stato pubblicato nel 1591.